# Feuer-Schlange
Die Feuer-Schlange (Dingsi, chinesisch 丁巳, Pinyin dīngsì) ist das 54. Jahr des chinesischen Kalenders (siehe Tabelle 天支 60-Jahre-Zyklus). Es ist ein Begriff aus dem Bereich der chinesischen Astrologie und bezeichnet diejenigen Mondjahre, die durch eine Verbindung des vierten Himmelsstammes (丁,  dīng, Element Feuer und Yīn) mit dem sechsten Erdzweig (巳,  sì), symbolisiert durch den Schlange (蛇,  shé), charakterisiert sind.
Nach dem chinesischen Kalender tritt eine solche Verbindung alle 60 Jahre ein. Das letzte Feuer-Schlange-Jahr begann 1977 und dauerte wegen der Abweichung des chinesischen vom gregorianischen Kalenderjahr vom 18. Februar 1977 bis 6. Februar 1978.

## Feuer-Schlange-Jahr
Im chinesischen Kalenderzyklus ist das Jahr der Feuer-Schlange 丁巳dīngsì das 54. Jahr (am Beginn des Jahres: Feuer-Drache 丙辰 bǐngchén 53).
| Liste der Feuer-Schlange-Jahre des 60-Jahres-Zyklus (Ende des Zyklus – bei Zählung vom 1. Regierungsjahr Huángdì) (Beginn des Zyklus – bei Zählung vom 61. Regierungsjahr Huángdì)            |              |              |              |              |              |              |              |              |              |              |
| Zykl. | 0            | 1            | 2            | 3            | 4            | 5            | 6            | 7            | 8            | 9            |
| 0 | 2644 v. Chr. | 2584 v. Chr. | 2524 v. Chr. | 2464 v. Chr. | 2404 v. Chr. | 2344 v. Chr. | 2284 v. Chr. | 2224 v. Chr. | 2164 v. Chr. | 2104 v. Chr. |
| 10 | 2044 v. Chr. | 1984 v. Chr. | 1924 v. Chr. | 1864 v. Chr. | 1804 v. Chr. | 1744 v. Chr. | 1684 v. Chr. | 1624 v. Chr. | 1564 v. Chr. | 1504 v. Chr. |
| 20 | 1444 v. Chr. | 1384 v. Chr. | 1324 v. Chr. | 1264 v. Chr. | 1204 v. Chr. | 1144 v. Chr. | 1084 v. Chr. | 1024 v. Chr. | 964 v. Chr.  | 904 v. Chr.  |
| 30 | 844 v. Chr.  | 784 v. Chr.  | 724 v. Chr.  | 664 v. Chr.  | 604 v. Chr.  | 544 v. Chr.  | 484 v. Chr.  | 424 v. Chr.  | 364 v. Chr.  | 304 v. Chr.  |
| 40 | 244 v. Chr.  | 184 v. Chr.  | 124 v. Chr.  | 64 v. Chr.   | 4 v. Chr.    | 57           | 117          | 177          | 237          | 297          |
| 50 | 357          | 417          | 477          | 537          | 597          | 657          | 717          | 777          | 837          | 897          |
| 60 | 957          | 1017         | 1077         | 1137         | 1197         | 1257         | 1317         | 1377         | 1437         | 1497         |
| 70 | 1557         | 1617         | 1677         | 1737         | 1797         | 1857         | 1917         | 1977         | 2037         | 2097         |
| 80 | 2157         | 2217         | 2277         | 2337         | 2397         | 2457         | 2517         | 2577         | 2637         | 2697         |
| Hinweis: Die laufende Nr. des Zyklus ergibt sich aus der Zeilen-Nr. addiert mit der Spalten-Nr. Beispiel: Das Feuer-Schlange-Jahr des 35. Zyklus (Zeile 30 + Spalte 5) entspricht 544 v. Chr. |              |              |              |              |              |              |              |              |              |              |